# Coppa Sabatini 1954
La Coppa Sabatini 1954, terza edizione della corsa, si svolse il 9 ottobre 1954 su un percorso di 207 km. La vittoria fu appannaggio dell'italiano Rino Benedetti, che completò il percorso in 5h40'00", precedendo i connazionali Bruno Landi e Bruno Tognaccini.
Arrivarono al traguardo solo 8 ciclisti.

## Ordine d'arrivo (Top 8)
| Pos. | Corridore            | Squadra    | Tempo    |
| ---- | -------------------- | ---------- | -------- |
| 1    | Rino Benedetti       | Legnano    | 5h40'00" |
| 2    | Bruno Landi          | Fiorelli   | s.t.     |
| 3    | Bruno Tognaccini     | Atala      | s.t.     |
| 4    | Andrea Prisco        |            | s.t.     |
| 5    | Waldemaro Bartolozzi | Atala      | s.t.     |
| 6    | Walter Serena        | Bottecchia | a 0'30"  |
| 7    | Sergio Vitali        | Girardengo | s.t.     |
| 8    | Romano Bani          |            | s.t.     |